# Verucchio
Verucchio est une commune italienne de la province de Rimini, dans la région Émilie-Romagne.

## Géographie
À 16 km de Rimini sur la « Marecchiese », route SS258 qui remonte le long du fleuve Marecchia, La Rocca de Verucchio apparaît sur son rocher à 296 mètres d'altitude, dominant la vallée du Marecchia. Juste en face se trouve le château de Montebello (Montebello di Torriana) et derrière, se dresse l'immense mont Titan de la république de Saint-Marin.

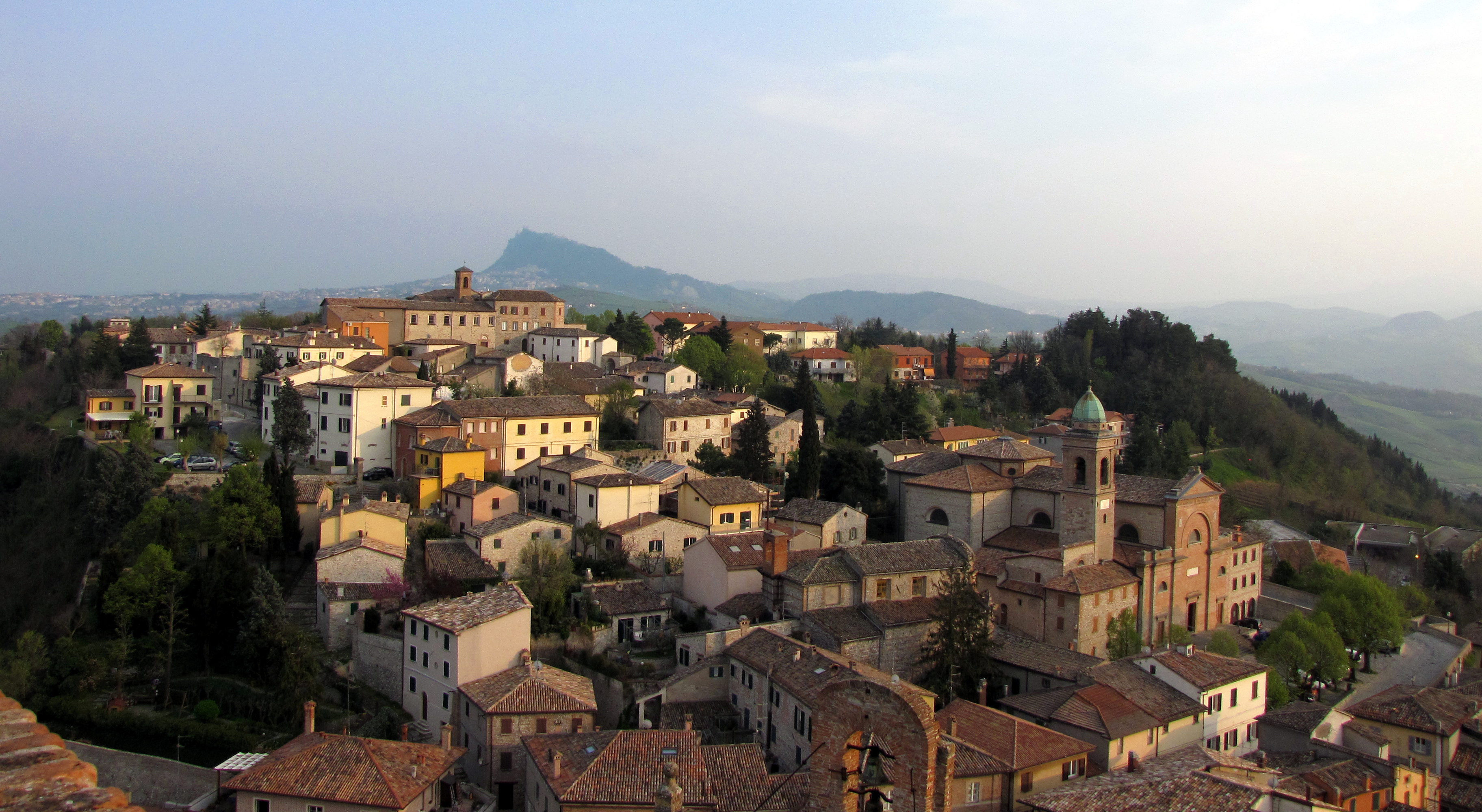
Verucchio.

## Histoire

### Origines et Antiquité
L'origine de Verucchio remonte aux temps les plus reculés, comme l’ont démontré plusieurs campagnes de fouilles, où ont été mises au jour, entre autres, plus de 600 sépultures du Xe au VIIe siècle av. J.-C., dont la richesse des objets funéraires (bijoux, fibules, vêtements, poteries, armes, harnais de chevaux...) et les activités rituelles révèlent la culture de Villanova (naissance de la civilisation étrusque).
Verucchio fut un point central dans le contrôle des routes adriatiques qui reliaient la Grèce, l’Orient et l’Europe Centrale, par le port d'Arimna (aujourd'hui Rimini) et le fleuve Marecchia, qui offrait un tracé sûr et adapté au navires qui le remontaient.
Verucchio connut le déclin de la société étrusque, et « Arimna » passa sous le contrôle de la République romaine, qui la rebaptisa « Ariminum ».
Le nom « Verucchio » dérive du latin verrucula-verruculus (piccola verruca en français petite verrue) qui montre la capacité d’avoir le privilège d’une vue sur la campagne environnante, du fait de sa position élevée de 333 m.
Dans la période des invasions barbares, quand toute la plaine du Pô fut occupée par les Lombards, Verucchio resta sous le contrôle de l'Empire romain d'Occident jusqu'à sa disparition, ce qui marqua le début d’une période de décadence qui dura jusqu’aux environs de l’an 1200.
La renaissance advint par la seigneurie des Malatesta qui sut donner un nouvel essor, vigueur et richesse aux terres de Romagne et donc à Verucchio.

### Moyen Âge et ère moderne

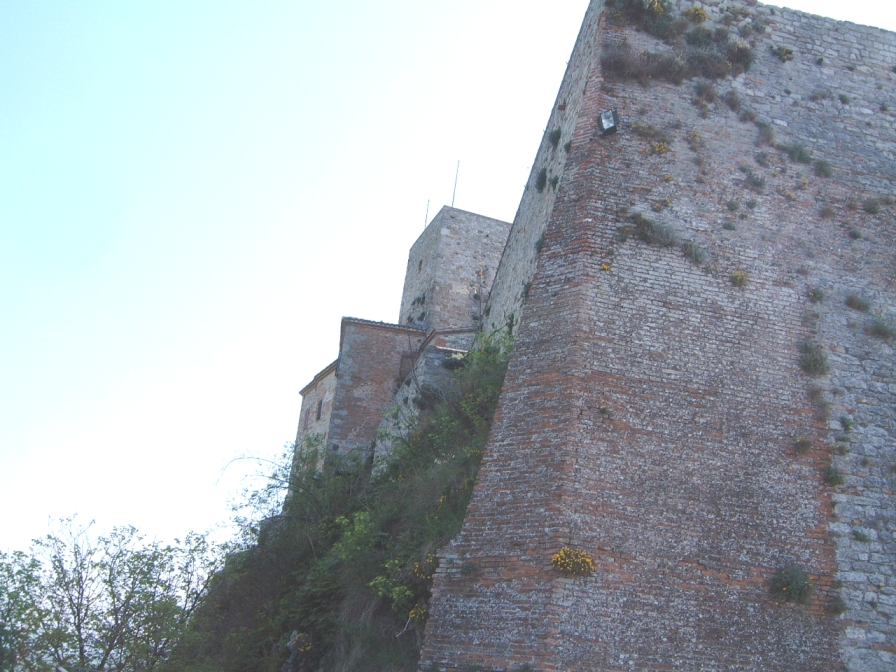
La Rocca de Verucchio.

Avec la domination de la puissante seigneurie, Verucchio devint stratégiquement intéressant par sa position, de dominer et pouvoir contrôler la vallée du Marecchia, les plaines voisines et d’être un avant-poste en cas d’attaque ennemie. Les Malatesta, en lutte contre le duché d'Urbino, fortifièrent la rocca, faisant de Verucchio un bastion de la puissante famille de Rimini.

Verucchio connut des périodes de famine quand la cité passa des Malatesta aux mains de la famille de Médicis, puis des États pontificaux, qui anéantirent les activités commerciales et artisanales. Ensuite, après une brève période sous la domination de Venise, Verucchio redevint une possession pontificale, avant d'être réunie en 1860 au royaume d'Italie (1861-1946).

### DuXIXesiècleà aujourd’hui
Au cours de la Seconde Guerre mondiale, Verucchio assista à un dur face-à-face (durant le passage de la Ligne gothique) entre les forces alliées et les Allemands en retraite.
Le pays est actuellement divisé en deux parties : au centre historique de grand intérêt culturel, s’ajoutent l’aire urbaine de Villa Verucchio, qui compte la plus grande partie des habitants, ainsi qu’une zone économique et industrielle.

## Administration
| Période                                  | Période  | Identité         | Étiquette    | Qualité |
| ---------------------------------------- | -------- | ---------------- | ------------ | ------- |
| 14 juin 2004                             | En cours | Giorgio Pruccoli | lista civica |         |
| Les données manquantes sont à compléter. |          |                  |              |         |

### Hameaux
Villa Verucchio, Ponte Verucchio, Pieve Corena.

### Communes limitrophes
Poggio Berni, Rimini, San Leo, Santarcangelo di Romagna, Sassofeltrio, Torriana.

### Population

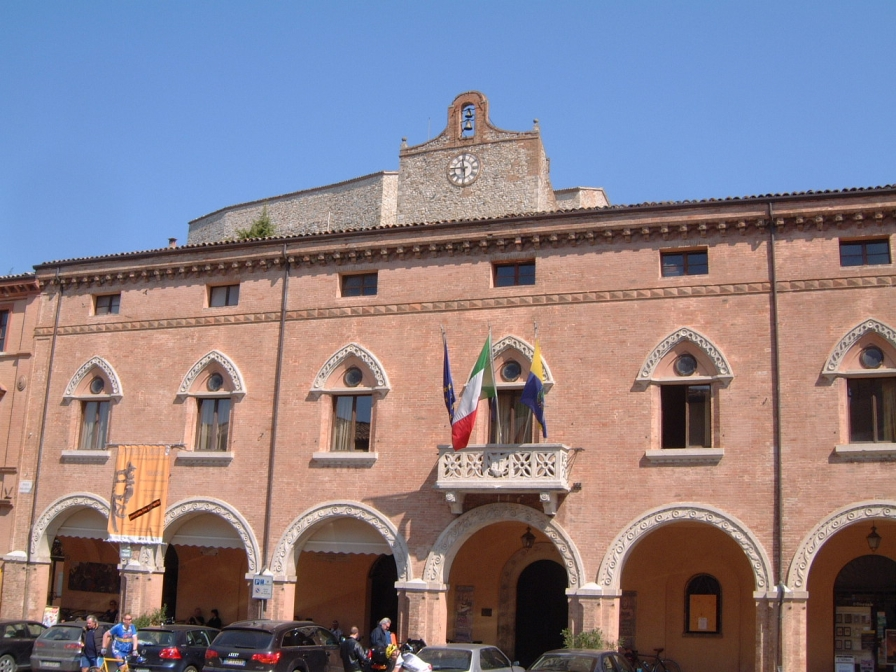
La mairie de Verucchio.

### Évolution de la population en janvier de chaque année
| 1861  | 1901  | 1921  | 1951  | 1961  | 1971  | 1981  | 1991  | 2001  |
| ----- | ----- | ----- | ----- | ----- | ----- | ----- | ----- | ----- |
| 3 176 | 3 962 | 4 614 | 4 535 | 3 939 | 4 595 | 6 262 | 7 406 | 8 728 |

| 2011   | - | - | - | - | - | - | - | - |
| ------ | - | - | - | - | - | - | - | - |
| 10 079 | - | - | - | - | - | - | - | - |

### Ethnies et minorités étrangères
Selon les données de l’Institut national de statistique (ISTAT) au 1er janvier 2011 la population étrangère résidente était de 871 personnes.
Les nationalités majoritairement représentatives étaient :
| Pos. | Pays      | Population |
| ---- | --------- | ---------- |
| 1    | Albanie   | 174        |
| 2    | Maroc     | 119        |
| 3    | Macédoine | 114        |

## Lieux intéressants

### Architecture civile et militaire
- La Rocca Malatestiana de Verucchio ou « Rocca del Sasso » construite aux alentours du XIIe siècle est une des plus grandes et des mieux conservées de la seigneurie (voir la rubrique « Histoire ».
- La Rocca del Passarello constitue le second point fortifié de Verucchio sur lequel fut construit le  monastère des moines de Santa Chiara.
- l’antique porte san Giorgioe d’accès à la cité.
- la Torre civica restée intacte et une grande partie des murailles et divers bastions défensifs.
- Sur la piazza Malatesta, le palazzo Giungi, remontant au XVIIe / XVIIIe siècle, avec son portail et fenêtres à l’architecture d’époque.

### Édifices religieux

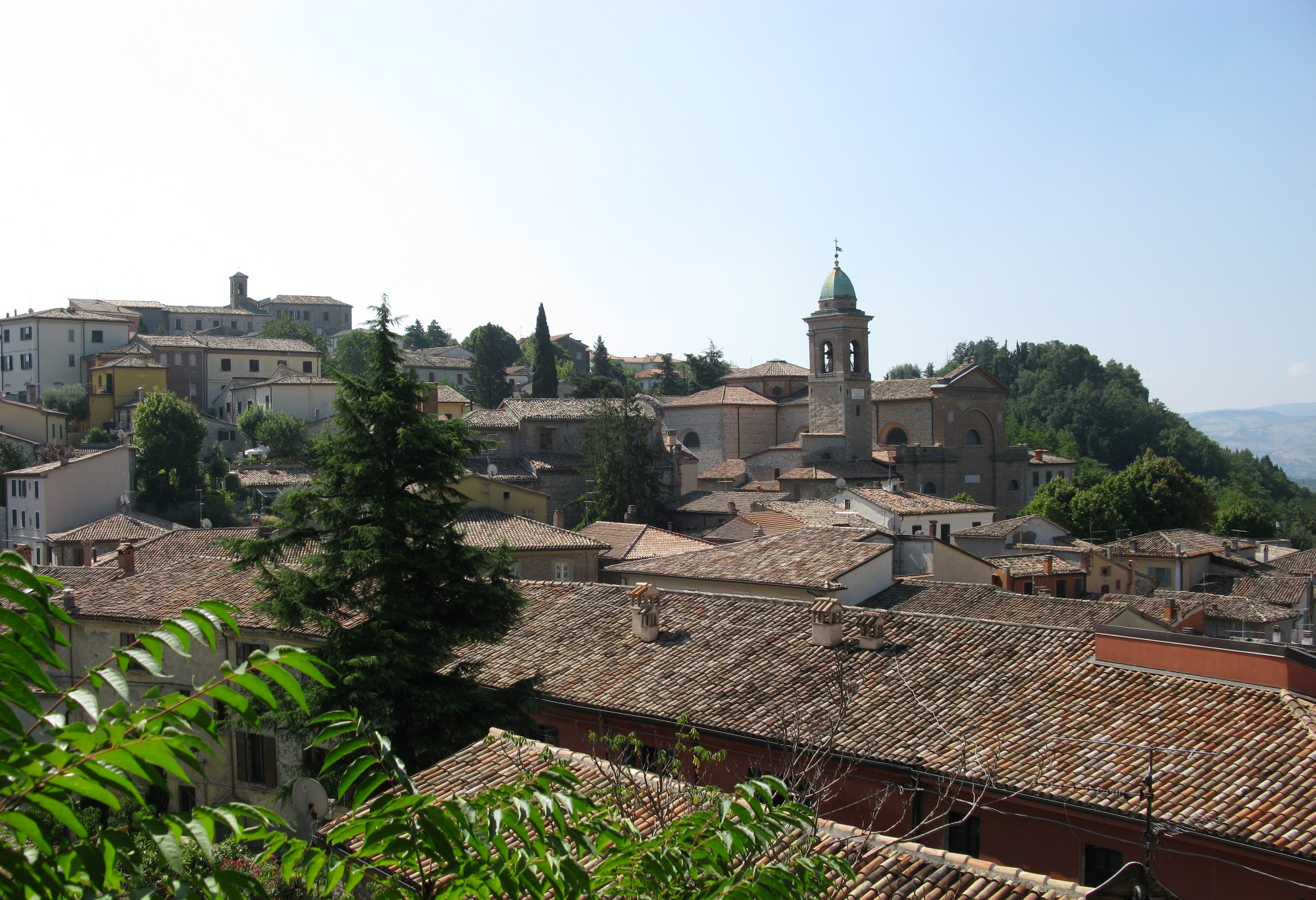
Verucchio Borgo et l’église Collegiata.

- L’église San Martino, cathédrale construite en 1863 par l’architecte Tondini, contient un crucifix en bois des XIVe et XVe siècles et une toile du peintre Francesco Nagli de 1600.
- le monastère de Santa Chiara ;
- l’église del Suffragio ;
- l’église romane de Sant'Antonio, une des plus vieilles constructions de Verucchio ;
- le couvent de San Francesco.

### Musée
- Musée civique archéologique.

## Économie

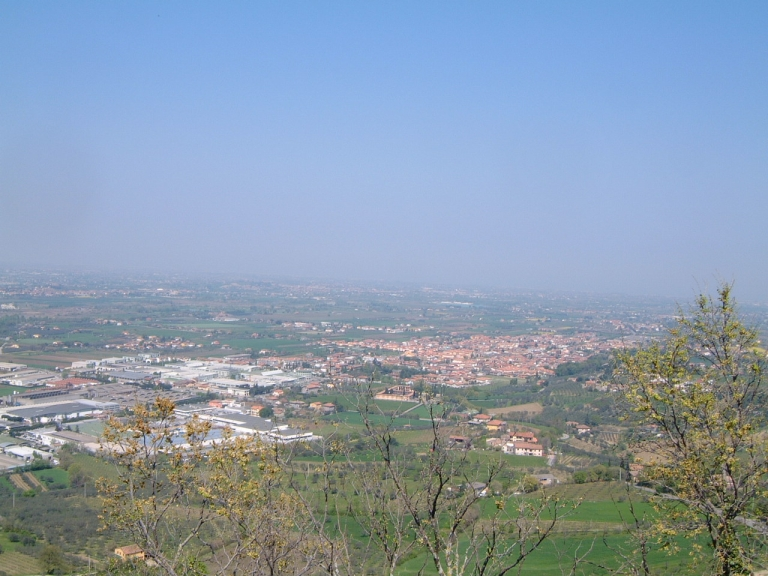
La zone industrielle de Villa-Verucchio.

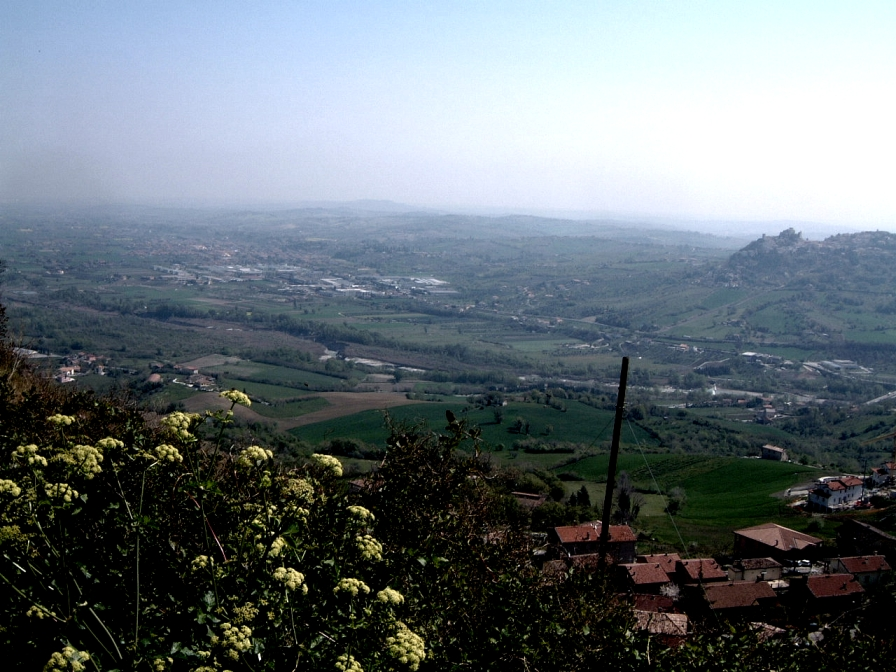
La vallée du Marecchia aux pieds de Verucchio.

Verucchio profite de l’essor industriel et artisanal de sa voisine Rimini, même si le hameau de Villa Verucchio soit le siège de nombreux sièges artisanaux et de moyennes entreprises.
La fertilité du territoire permet la culture de l’olivier et de la vigne.

Le secteur du tourisme représente un intérêt particulier du fait de la proximité immédiate de la mer Adriatique, les contreforts des Apennins et de nombreux centres historiques comme Saint-Marin, San Leo, Rimini, Cesena et de nombreux autres.

## Culture, fêtes et événements
- En mai, foire exposition, concours dédié à la rose avec fleurissement de la cité.
- En juin, la foire du Bagoin (cochon en dialecte), traditionnelle fête œnologique-gastronomique où le porc est roi.
- En juillet, le départ du festival de Verucchio, rendez-vous de la musique ethnique et des nouvelles tendances jeunes.
- la période d’août/septembre est marquée par les fêtes des Malatesta qui transforment le centre historique en bourg médiéval avec parades, joutes et jeux chevaleresques.
- En septembre (deuxième dimanche), la foire dite de quatorg.

## Sources
- (it) Cet article est partiellement ou en totalité issu de l’article de Wikipédia en italien intitulé « Verucchio » (voir la liste des auteurs) le 06/04/2012.

## Note
1. ↑  (it) Popolazione residente e bilancio demografico sur le site de l'ISTAT.